# محمد موسى التركستاني

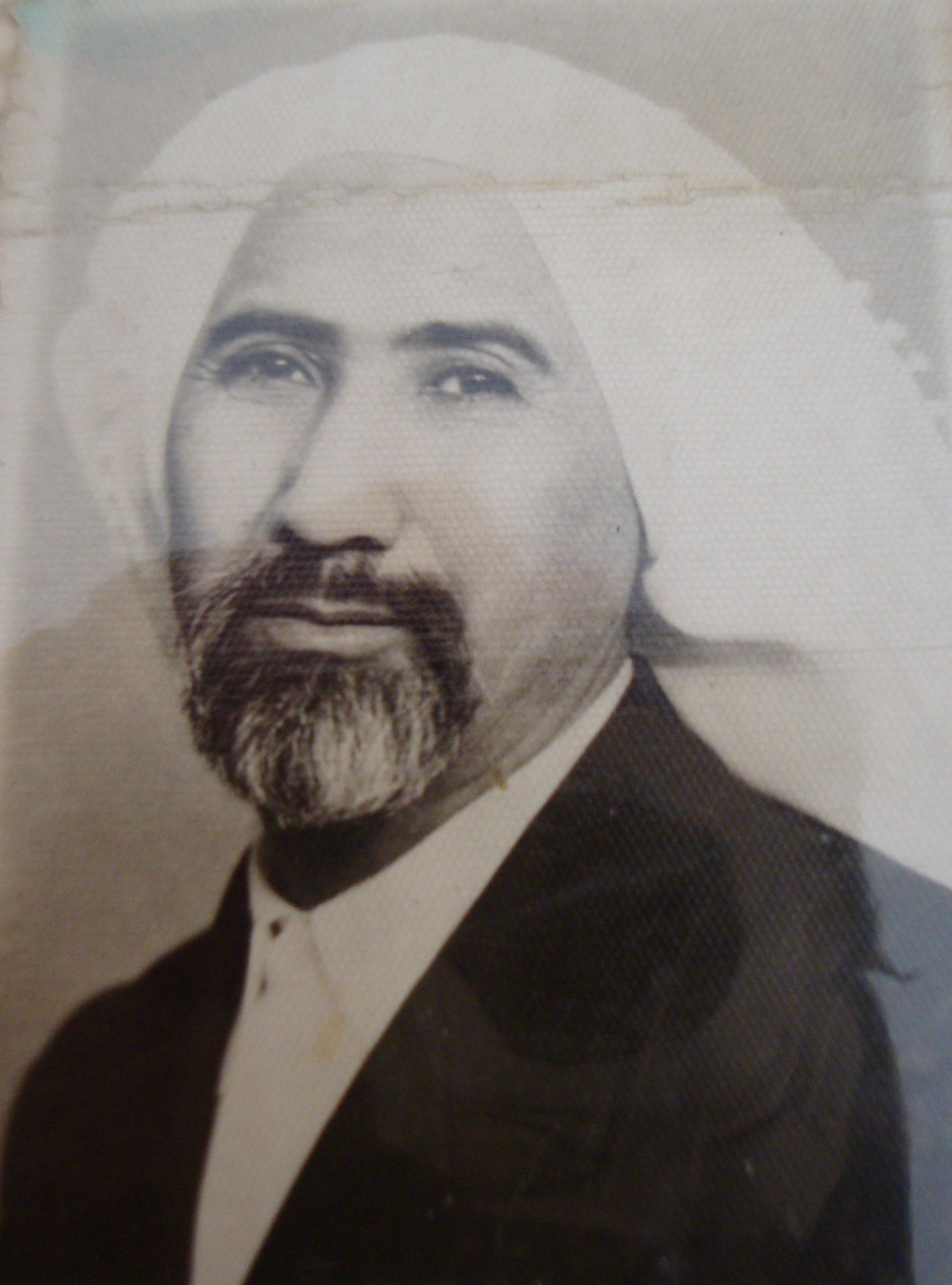
الشيخ محمد موسى التركستاني

محمد موسى بن غايب نظر التركستاني ويُعرف لدى البخاريين بـاسمِ موسى أفندي وُلد في مدينة أنديجان بوادي فرغانة في بلاد ما وراء النهر بتركستان الغربية عام 1321هـ (1903م) كان مؤرخًا وأديبًا وشاعرًا يتكلَّم بإتقانِ العديد من اللغات بما في ذلك العربية و‌الفارسية و‌الروسية و‌الإنجليزية وكذا التركية.

## المسيرة المهنيّة
التحقَ التركستاني بعدة وظائف تحريرية في عددٍ من الصُحف والمجلات خلال التحول الثوري؛ حيثُ هاجمَ البلاشفة الشيوعيين في الكثير من المقالات ثم اضطرَّ في وقتٍ لاحقٍ إلى الرحيل إلى كاشغر. عُيّن عام 1352 هجرية وكيلاً لوزير المعارف والصحة في حكومة الجمهورية الإسلامية لتركستان الشرقية وكان المستشار الأول، ثم نائبًا لوزيرِ المالية والاقتصاد الوطني، ثم رحل إلى الهند في 1353 هجرية وقرَّر في عام 1356 هجرية الهِجرة إلى الحرمين فسكنَ مكة المكرمة واشتغل بالتجارة، وفي آخر حياته انتقل إلى المدينة المنورة ليتخصَّص في الكتابة والتأليف.

## قائمة أعماله
اللغة الأوزبكية
- اُلوغ تركِستان: تركستان فاجعه سى، من جزأين
- تعليم وتربية
- بيش مسئله
- تحقيق ونشر
- وصية الأديب صوفي الله يار
- تاريخ زمزم
- دنيا ميسيونيرلرى
- أندلس سياحت نامه سى

كتب مترجمة
- كتاب البيع لملّا علي القارئ من كتاب النقاية
- الحوائج الدينية في العقيدة للأستاذ منوّر قارئ
- ثبات العاجزين لصوفي الله يار (تصحيح)

## الوفاة
تُوفيّ محمّد موسى التركستاني في الثامن والعشرين من شهر صفر من سنة 1407هـ (1986م) بالمدينة المنورة ودفن بالبقيع.